# Martin Rappeneau
 (avril 2017).
Si vous disposez d'ouvrages ou d'articles de référence ou si vous connaissez des sites web de qualité traitant du thème abordé ici, merci de compléter l'article en donnant les références utiles à sa vérifiabilité et en les liant à la section « Notes et références ».
Martin Rappeneau est un auteur-compositeur-interprète français, né le 5 avril 1976 à Neuilly-sur-Seine.

## Biographie
Il est le fils du cinéaste Jean-Paul Rappeneau (né en 1932), le neveu de la réalisatrice Élisabeth Rappeneau (1940-2020), et le frère du scénariste Julien Rappeneau (né en 1971).
Influencé par Michel Legrand (qui a souvent composé pour son père), mais aussi fan de musique californienne et de pop, Martin Rappeneau revendique une filiation artistique avec de grands romantiques comme Michel Polnareff, Michel Berger ou William Sheller.
Martin Rappeneau propose dans ses chansons ce qu'il appelle des « éclats amoureux d'un fragment de vie », mêlant des souvenirs autobiographiques à une conscience poussée de la dramaturgie musicale.
Parallèlement à des études de droit, il chante, compose, puis s'exerce dans des pianos-bars. Il enregistre une maquette au Conservatoire de Paris. Si aujourd'hui son répertoire est teinté d'accents funky, c'est grâce à l'influence de Sinclair, qu'il rencontre par hasard à une terrasse de café, en 1999.
Trois ans plus tard, Martin Rappeneau enregistre son premier album La Moitié des choses avec l'aide de son nouveau compère. Il se fait un nom notamment avec Les Figures imposées (qu'il chantera en duo avec Marie Gillain).

## Filmographie en tant que compositeur

### Cinéma
- 2024 : Jamais sans mon psy d'Arnaud Lemort
- 2021 : Le Trésor du Petit Nicolas de Julien Rappeneau
- 2020 : Les Tuche 4 de Olivier Baroux
- 2019 : Fourmi de Julien Rappeneau
- 2019 : Just a Gigolo de Olivier Baroux
- 2018 : Les Goûts et les Couleurs de Myriam Aziza
- 2018 : Les Tuche 3 de Olivier Baroux
- 2018 : Les Dents, pipi et au lit de Emmanuel Gillibert
- 2016 : Les Tuche 2 de Olivier Baroux
- 2015 : Rosalie Blum de Julien Rappeneau
- 2015 : Belles Familles de Jean-Paul Rappeneau
- 2015 : Entre amis de Olivier Baroux
- 2014 : On a marché sur Bangkok de Olivier Baroux
- 2011 : L'amour dure trois ans de Frédéric Beigbeder
- 2011 : Les Tuche d'Olivier Baroux
- 2010 : L'Italien de Olivier Baroux
- 2009 : Safari de Olivier Baroux
- 2008 : Modern Love de Stéphane Kazandjian
- 2007 : Ce soir je dors chez toi de Olivier Baroux

### Télévision

#### Téléfilms
- 2016 : Damoclès de Manuel Schapira
- 2011 : J'ai peur d'oublier d'Élisabeth Rappeneau
- 2010 : Quand vient la peur... d'Élisabeth Rappeneau

#### Séries télévisées
- 2013 : La Famille Katz (mini-série)